# Brzanka zielona
Brzanka zielona, brzanka siedmiopręga (Puntius semifasciolatus) – gatunek ławicowej ryby z rodziny karpiowatych (Cyprinidae). Hodowana w akwariach.

## Występowanie
Brzanka zielona żyje w południowo-wschodnich Chinach.

## Rozród
Brzanka zielona rozrzuca swoją ikrę, a potem ją przeważnie zjada. Tarło odbywa się zwykle rano, a młode rybki pojawiają się po upływie około półtora dnia.

## Hodowla akwariowa
Woda powinna być miękka oraz nieco kwaśna. Akwarium powinno być w narożnikach obsadzone roślinnością z pozostawionym miejscem do pływania.

## Odmiana brokatowa Schuberta
Popularna w akwarystyce złota odmiana P. semifasciolatus var. schuberti (brzanka brokatowa lub brzanka Schuberta) została wyhodowana przez hobbystę Thomasa Schuberta z Camden w New Jersey, w latach 60. XX w. poprzez selekcję. Przez wiele lat uważano ją za osobny gatunek Barbus schuberti, ale w rzeczywistości jest to tylko wyselekcjonowana odmiana właściwego (zielonego) gatunku, który w formie pierwotnej rzadko jest spotykany w akwariach.